# PzKpfw I Ausf B - ohne Aufbau
De  PzKpfw I Ausf B - ohne Aufbau is de Duitse militaire afkorting voor de Panzerkampfwagen I uitvoering B, zonder bovenstructuur. Het is een licht pantservoertuig dat werd geproduceerd vanaf 1936 tot 1938 met als doel om elke Duitse pantsercompagnie van een reparatie -en onderhoudsvoertuig te voorzien.

## Achtergrond
Het rupsvoertuig PzKpfw I Ausf B - ohne Aufbau is gebaseerd op het chassis van de Pantserkampfwagen I uitvoering B, doch zonder de bovenstructuur en zonder de geschutskoepel. De achterbouw werd behouden om de motor van enige bescherming te voorzien en om de luchtventillatie te garanderen.

## Dienstjaren
Dit pantservoertuig werd in de Tweede Wereldoorlog tot 1941 gebruikt in de reparatie- en onderhoudssecties van de Duitse pantsereenheden. Het pantservoertuig werd uit dienst genomen omdat het te licht werd bevonden om zulke taken nog verder uit te voeren. Vanaf 1940 werd het voornamelijk gebruikt als opleidingsvoertuig voor de pantsermanschappen (als opvolger voor de PzKpfw I Ausf A - ohne Aufbau).